# Кубок В'єтнаму з футболу 2021
Кубок В'єтнаму з футболу 2021 — (також відомий як Bamboo Airways National Cup - оскільки головним спонсором турніру виступав Bamboo Airways) 29-й розіграш кубкового футбольного турніру у В'єтнамі. Титул володаря кубка захищав Ханой. Змагання було відмінене після зіграних матчів першого раунду. Причиною став спалах у країні Дельта-варіанту SARS-CoV-2. Після зустрічі представників клубів, які брали участь у турнірі, 21 серпня було ухвалене рішення про остаточне припинення проведення турніру.

## Календар
| Раунд        | Дата              | Матчі | Клуби   |
| ------------ | ----------------- | ----- | ------- |
| Перший раунд | 23-25 травня 2021 | 11    | 27 → 16 |
| 1/8 фіналу   |                   | 8     | 16 → 8  |
| 1/4 фіналу   |                   | 4     | 8 → 4   |
| 1/2 фіналу   |                   | 4     | 4 → 2   |
| Фінал        |                   | 1     | 2 → 1   |